# Bandera del presidente de los Estados Unidos

Bandera del presidente de los Estados Unidos.

La bandera del presidente de los Estados Unidos (en inglés: flag of the president of the United States) es el estandarte presidencial usado por el jefe de Estado de aquel país. En él figuran los elementos centrales del escudo de armas presidencial, conocido como sello del presidente de los Estados Unidos, sobre un paño de forma rectangular de color azul oscuro. Suele contar con un fleco de color amarillo o blanco. El diseño de la bandera ha sido básicamente el mismo desde 1945. En 1959 se introdujeron 49 estrellas en el sello y otra más al año siguiente. La versión actual fue definida, al igual que el sello, mediante la Orden Ejecutiva 10860, de 1960, bajo la presidencia de Dwight D. Eisenhower. La orden expone:

El estandarte y bandera del presidente de los Estados Unidos consistirán en una superficie rectangular azul oscuro, de tamaño y proporciones de acuerdo a los usos militares y navales, en los que aparecerá el escudo de armas del presidente en sus colores. Las proporciones de los elementos del escudo de armas estarán en relación directa con el tamaño de la bandera, y esta, variará en función de las costumbres en los actos militares y navales.

## Banderas presidenciales históricas
| Estandarte | Vigencia  | Uso                                                                       | Detalles |
| ---------- | --------- | ------------------------------------------------------------------------- | --- |
|            | 1882-1899 | Bandera presidencial desde 1882 usada por la Armada de los Estados Unidos | Paño rectangular de color azul oscuro con la versión vigente del sello presidencial. |
|            | 1899-1916 | Bandera presidencial desde 1899 usada por la Armada estadounidense        | Paño rectangular de color azul oscuro con la versión vigente del sello presidencial. |
|            | 1898-1912 | Bandera presidencial desde 1898 usada por el Ejército estadounidense      | Paño rectangular de color rojo con la versión vigente del sello presidencial, situada en el interior de una estrella de cinco puntas de color azul oscuro con bordes blancos y rodeada por estrellas de cinco puntas de color blanco de menor tamaño. Cuatro de las estrellas blancas se encuentran situadas cerca de las esquinas de la bandera. |
|            | 1912-1916 | Bandera presidencial desde 1912 usada por el Ejército estadounidense      | Paño rectangular de color azul oscuro con la versión vigente del sello presidencial, situada en el interior de una estrella de cinco puntas de color rojo con bordes blancos y rodeada por estrellas de cinco puntas de color blanco de menor tamaño. Cuatro de las estrellas blancas se encuentran situadas cerca de las esquinas de la bandera. |
|            | 1916-1945 | Bandera presidencial desde 1916                                           | Paño rectangular de color azul oscuro con la versión vigente del sello presidencial, rodeada por cuatro estrellas de cinco puntas de color blanco situadas cerca de las esquinas de la bandera. |

## Bandera del vicepresidente de los Estados Unidos

Bandera del vicepresidente de los Estados Unidos.

El vicepresidente de los Estados Unidos cuenta también con una bandera personal. Consiste en un paño rectangular de color blanco en el que figuran los elementos centrales de su sello, que son los mismos que aparecen en el sello presidencial (salvo las cincuenta estrellas de cinco puntas que rodean al águila americana). Los elementos centrales del sello se encuentran rodeados por cuatro estrellas de color azul oscuro situadas cerca de las esquinas de la bandera. La versión actual fue adoptada en 1975, durante la presidencia de Gerald Ford. La primera bandera destinada a la vicepresidencia fue creada en 1915, fue muy semejante a la actual pero en ella no figuraba ninguna estrella rodeando a la figura del águila. En 1936 se modificó la enseña del vicepresidente al introducirse en ella las cuatro estrellas azules y el diseño de los elementos centrales del sello presidencial vigente en aquel momento. En 1948 se consideró conveniente sustituir las cuatro estrellas situadas en las esquinas por trece, colocadas en círculo, que fueron retiradas en la versión actual.